# Marie Krupičková
Marie Krupičková (ur. 19 kwietnia 1909 w Novych Benátkach, zm. 9 grudnia 1997 w Pradze) – pierwsza czeska spadochroniarka i radionawigatorka oraz czwarta czeska pilotka.

## Życiorys
Od dzieciństwa przejawiała zainteresowanie lotnictwem, a także spadochroniarstwem. Od 1928 była członkinią Aeroklubu Zachodnioczeskiego w Pilźnie. 3 maja 1931 brała udział w I Międzynarodowym Spotkaniu Lotniczym w Pilźnie. 21 września 1930 w Pilźnie oddała skok spadochronowy jako pierwsza kobieta w Czechach. Jesienią 1931 zaczęła kurs latania na samolotach motorowych w pierwszej szkole pilotów Aeroklubu Zachodnioczeskiego w Pilźnie (pierwszy lot samodzielny odbyła 5 listopada 1931 także w Pilźnie). 29 kwietnia 1932 zdała egzamin na pilota. W 1936, jako pierwsza Czeszka i pierwsza Europejka, zdobyła dyplom radiotelegrafisty II. klasy międzynarodowej. W 1946 ukończyła kurs radionawigacji, a w 1948 uzyskała międzynarodowy dyplom nawigatora lotniczego II. klasy, ponownie jako pierwsza Europejka. Pracowała w administracji lotniska Kbely. 10 maja 1948 zrealizowała swój pierwszy samodzielny lot samolotem transportowym Siebel na trasie Pilzno – Liberec – Praga. Z uwagi na problemy ze wzrokiem musiała zrezygnować z czynnej służby w lotnictwie i powróciła do administracji.